# Pamplie
Pamplie – miejscowość i gmina we Francji, w regionie Nowa Akwitania, w departamencie Deux-Sèvres.
Według danych na rok 1990 gminę zamieszkiwały 292 osoby, a gęstość zaludnienia wynosiła 24 osoby/km² (wśród 1467 gmin regionu Poitou-Charentes Pamplie plasuje się na 722. miejscu pod względem liczby ludności, natomiast pod względem powierzchni na miejscu 717.).